# التهاب السحايا الفيروسي
التهاب السحايا الفيروسي (بالإنجليزية: Viral meningitis)‏ هو التهاب للأغشية الدماغية المغلفة للدماغ والنخاع الشوكي، المعروفة باسم السحايا تسببها عدوى فيروسية. ويسمى أيضا التهاب السحايا العقيم كما أنها تندرج تحت التهاب السحايا الليمفاوي المشيمي نظراً لنتائج فحص السائل النخاعي. بناء على الأعراض السريرية، التهاب السحايا الفيروسي لا يمكن تمييزه عن التهاب السحايا البكتيري. كلا الالتهابين تظهر أعراضهما على شكل صداع وحمى و تصلب في الرقبة لكن في التهاب السحايا الفيروسي لا وجود للبكتيريا في السائل النخاعي. ومع ذلك التهاب السحايا الفيروسي هو أقل خطورة من التهاب السحايا البكتيري. لذلك لا بد من تحليل السائل النخاعي لتحديد المرض. بشكل عام، لا توجد أدوية لمحاربة الفيروسات التي تسبب التهاب السحايا، لذلك عادة ما يهدف العلاج لتخفيف أعراض المريض من خلال أخذ قسط من الراحة وأخذ دواء خافض للحرارة.
تحدث معظم الحالات من خلال الإصابة عن طريق فيروسات معوية. على أي حال، هنالك أدلة على أن فيروسات أخرى يمكن أيضا أن تكون السبب في التهاب السحايا الفيروسي. و من أمثلة ذلك، فيروس غرب النيل، والنكاف، والحصبة، والهربس البسيط الأول والثاني، والحماق، وفيروس الليمفاوي المشيمي.
في الولايات المتحدة ما بين 1988-1999 ميلادي، تحدث حوالي 36000 حالة جديدة من حالات التهاب السحايا الفيروسية في كل عام. يمكن أن يحدث هذا المرض في كل من الأطفال والكبار اعتماداً على فيروسات محددة ومنطقة الوباء. على سبيل المثال، عندما تفشى المرض في رومانيا عام 1996 ، التهاب السحايا الفيروسي كان أكثر انتشارا بين البالغين، وكذلك في دراسة إسبانية استمرت 9 سنوات، كانت الإصابات عادة في الذين أعمارهم 15 عاما أو أكثر (66.1%، متوسط العمر 30.2 سنة). في حين أن المرضى الذين لم تتجاوز أعمارهم 15 سنة (متوسط العمر 5.9 سة) كانت نسبتهم 33.8٪ من جميع الحالات.
على النقيض، لدراسة في فنلندا عام 1966 وتفشي المرض في قبرص عام 1996، غزة عام 1997، الصين عام 1998 وتايوان عام 1998، كانت حالات التهاب السحايا الفيروسي أكثر شيوعا بين الأطفال.

## الأسباب
تشمل الكائنات المسببة:
- فيروس معوي
- انتيروفايرس 71
- فيروس إيكو
- فيروسة سنجابية (1,2,3)
- كوكساكي فيروس (الخيالة)؛ يسبب أيضا مرض اليد والقدم والفم
- فيروسات هربسية
- فيروس الهربس البسيط النوع 1 و 2. كما تسبب القروح الباردة أو الهربس التناسلي
- فيروس نطاقي حماقي. أيضا يسبب الجدري والقوباء المنطقية (الهربس النطاقي)
- فيروس إبشتاين-بار
- فيروس مضخم للخلايا
- فيروس العوز المناعي البشري
- فيروس لاكروس
- فيروس الليمفاوي المشيمي
- حصبة
- نكاف
- التهاب دماغ القديس لويس
- فيروس غرب النيل

## العلاج
فيروس الهربس البسيط، وفيروس نطاقي حماقي، وفيروس مضخم للخلايا لهم علاج محدد. معظم الفيروسات الأخرى ليست كذلك. لفيروس الهربس البسيط العلاج الأمثل هو آسيكلوفير.